# سيرجيو وايزمان
سيرجيو وايزمان (بالبرتغالية: Sérgio Waismann‏) (مواليد 7 أغسطس 1955) هو سبّاح برازيلي، مثّل بلاده في الألعاب الأولمبية الصيفية 1972.

## روابط خارجية
سيرجيو وايزمان على موقع أوليمبيديا (الإنجليزية)